# Acacia lujae
Acacia lujae é uma espécie de leguminosa do gênero Acacia, pertencente à família Fabaceae.